# Cienioryt
Cienioryt – powieść fantasy spod znaku płaszcza i szpady autorstwa Krzysztofa Piskorskiego nagrodzona Nagrodą im. Zajdla w kategorii powieść za rok 2014.
Wydana w 2013 przez Wydawnictwo Literackie. Wzorowana jest na powieści iberoamerykańskiej (Marquez, Pérez-Reverte, Cortazar), ale nie tylko. Autora do stworzenia historii zainspirowała między innymi La Verdadera Destreza, hiszpańska szkoła szermierki, a wcześniej kilkudniowy pobyt w Barcelonie. Istotna okazała się też sztuka malarska – pierwotny tytuł powieści brzmiał „Chiaroscuro”. Na potrzeby pisania powieści autor sięgnął do tłumaczeń traktatów szermierczych z XVI oraz XVII wieku.
Autor przyznaje, że nie oddał wiernie żadnej sztuki szermierczej i opisy występujące w powieści to przede wszystkim jego własna wariacja na temat destrezy.
Akcja powieści dzieje się w fantastycznym świecie zwanym Seriva, przypominającym Hiszpanię i Francję czasów muszkieterów. Istotną rolę w historii odgrywa system magii oparty na cieniach.
Praca nad „Cieniorytem” zajęła autorowi dwa lata.

Nieświadom własnego znaczenia, nie przewidując piętna, które miał odcisnąć na losach kraju, płynął od awantury do awantury, od bijatyki do bijatyki – a ostry rapier uratował mu życie przynajmniej tyle razy, ile równie ostry wzrok oraz bystra głowa. Kawaler nazywał się Arahon Caranza Martenez Y’Grenata Y’Barratora i był mistrzem szermierczej szkoły znanej jako la destreza. Oto jego historia.

„Cienioryt” wyróżnia się specyficzną narracją pierwszoosobową. Postać opowiadająca przez większą część tekstu nie ujawnia się, lecz jednocześnie często przypomina czytelnikowi, że ona też tam była i wszystko widziała.

## Fabuła
Akcja powieści rozgrywa się w Serivie, portowym mieście południa. Cienie w nim są osobnymi istotami, żyjącymi w równoległym wymiarze. Główny bohater to Arahon Caranza Martenez Y’Grenata Y’Barratora: niegdyś wielki mistrz szermierki, obecnie zubożały i od czasu do czasu udzielający lekcji.  Chcąc zapewnić bezpieczeństwo swoim bliskim, porywa się na niebezpieczne zadanie, a w jego ręce wpada tajemniczy artefakt tytułowy cienioryt. 